# Riesenkuhstärling
Der Riesenkuhstärling (Molothrus oryzivorus, Syn.: Scaphidura oryzivora) ist ein Singvogel aus der Gattung der Kuhstärlinge. Die im Vergleich zu anderen Kuhstärlingen relativ wenig erforschte Art bewohnt große Teile Süd- und Mittelamerikas, wo sie vor allem in offenen Landschaftsformen anzutreffen ist. Wie alle Vertreter der Gattung Molothrus ist auch der Riesenkuhstärling ein Brutparasit, der seine Jungen nicht selbst versorgt, sondern diese von anderen Arten aufziehen lässt.

## Merkmale
Wie sein Name bereits vermuten lässt ist der Riesenkuhstärling die größte der fünf Kühstärlingsarten. Während Weibchen bei einer Größe von 28 bis 33 cm ein durchschnittliches Gewicht von 74 g erreichen, sind ihre männlichen Artgenossen noch einmal größer und schwerer. Ihr Gewicht liegt bei etwa 120 g, die Größe beträgt etwa 33 bis 38 cm. Diese Werte können geographisch erheblich variieren, so sind etwa einige Weibchen aus Suriname mit einem Gewicht von 129 g dokumentiert. Ein hervorstechendes Merkmale der Art ist neben den langen, abgerundeten Steuerfedern der ungewöhnlich geformte Schnabel, dessen obere Mandibel zu einem flachen Schnabelaufsatz verbreitert ist. Dieses Merkmal besitzt kein anderer Vertreter der Kuhstärlinge, stattdessen ähnelt die Schnabelform bemerkenswert der der Gelbbürzelkassike (Cacicus cela), eines eher entfernteren Verwandten aus der Familie der Stärlinge. Des Weiteren liegen die Nasenöffnungen nicht wie bei den restlichen Kuhstärlingen an der Oberseite des Schnabels, sondern an dessen Seiten. Neben den Größenunterschieden zeigt sich auch beim Gefieder der Art ein erkennbarer Sexualdimorphismus. Bei männlichen Riesenkuhstärlingen ist dieses einheitlich schwarz gefärbt und besitzt je nach Lichteinfall einen violetten Glanzeffekt. Im Nacken formen die Konturfedern eine Halskrause, die dazu beiträgt, dass der Kopf im Vergleich zum Körper eher klein wirkt. Weibchen sind tendenziell etwas heller und weniger monoton gefärbt. Ihre Grundfärbung kann von dunkelbraun bis schwärzlich reichen, am Körper besitzen die Konturfedern vieler Individuen deutlich dunkler gefärbte Ränder. Ihnen fehlt jedoch der Glanzeffekt der Männchen vollständig. Bei beiden Geschlechtern sind Füße und Schnäbel einheitlich schwarz gefärbt, die Farbe der Iris kann von gelb über Orangetöne bis hin zu einem kräftigen Rubinrot variieren. Das Flugmuster des Riesenkuhstärlings zeichnet sich durch einen Wechsel von kurzen, schnellen Flügelschlägen und längeren Phasen des Gleitflugs aus. Dabei erzeugt der durch die Flugfedern strömende Wind ein charakteristisches, surrendes Geräusch.

## Verhalten
Riesenkuhstärlinge bewohnen vor allem offene und halboffene Landschaftsformen wie Grasland und Steppe, aber auch vom Menschen geformte Gebiete wie landwirtschaftlich genutzte Flächen. Anders als andere Kuhstärlinge kommt er jedoch auch mit dichter stehenden Wäldern zurecht und kann häufig an Waldrändern gesichtet werden. Des Weiteren kann die Art regelmäßig an Flüssen und den Ufern von Seen gesichtet werden. Riesenkuhstärlinge werden nur selten allein angetroffen, häufiger bilden sie kleine Schwärme aus zwei bis zwölf Tieren, die in seltenen Fällen auch deutlich größer werden können. Ob die Art sich an den jährlichen Vogelzügen beteiligt ist nicht abschließend geklärt, eine Migration konnte jedoch bislang nicht direkt beobachtet werden. Allerdings wurde etwa in Panama ein auffälliges Fehlen von Riesenkuhstärlingen außerhalb der Brutzeit festgestellt. Der amerikanische Ornithologe Gordon Orians schlug bereits 1985 als Erklärung hierfür eine teilweise nomadische Lebensweise der Art vor.

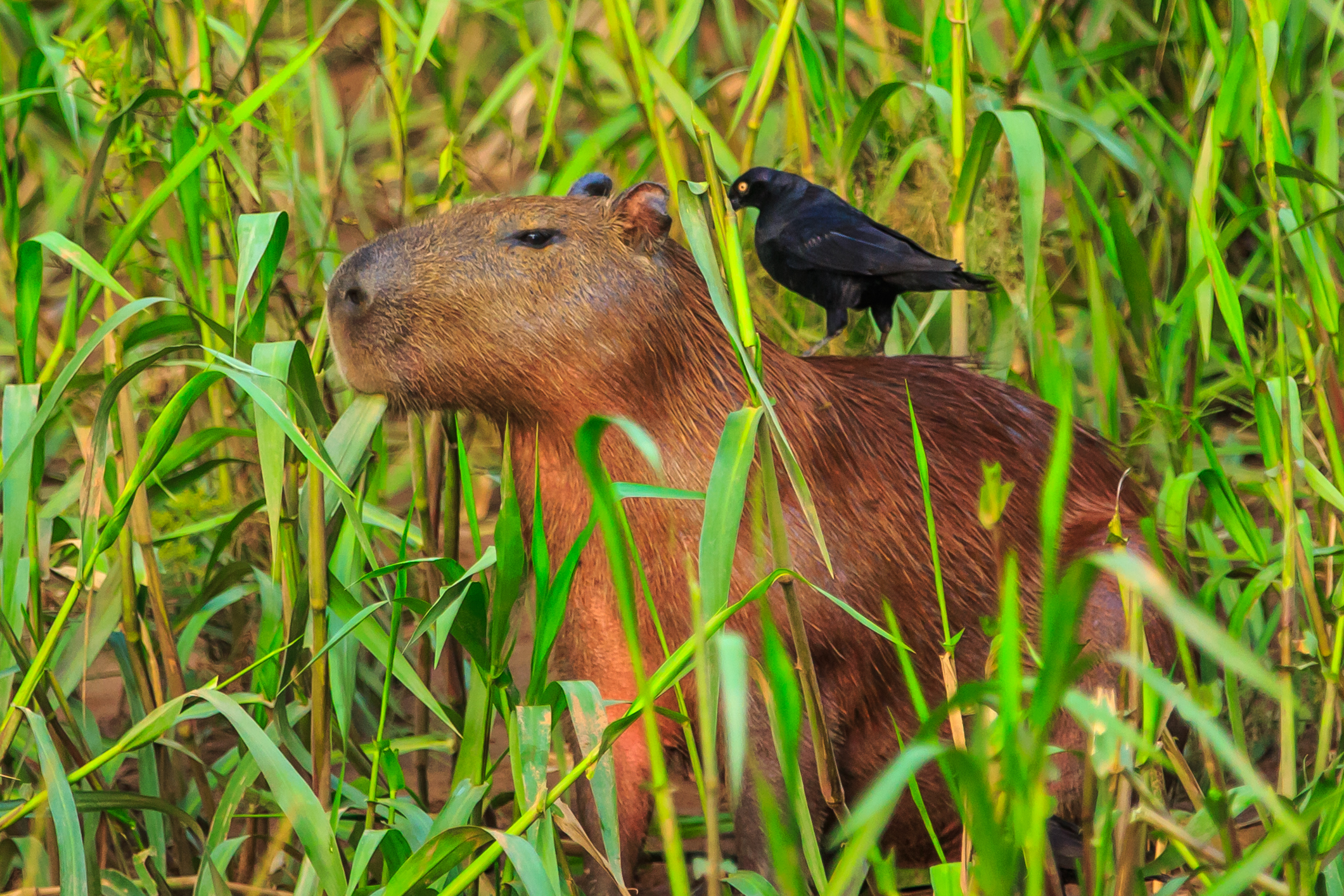
Ein Riesenkuhstärling auf dem Rücken eines Capybaras

### Ernährung

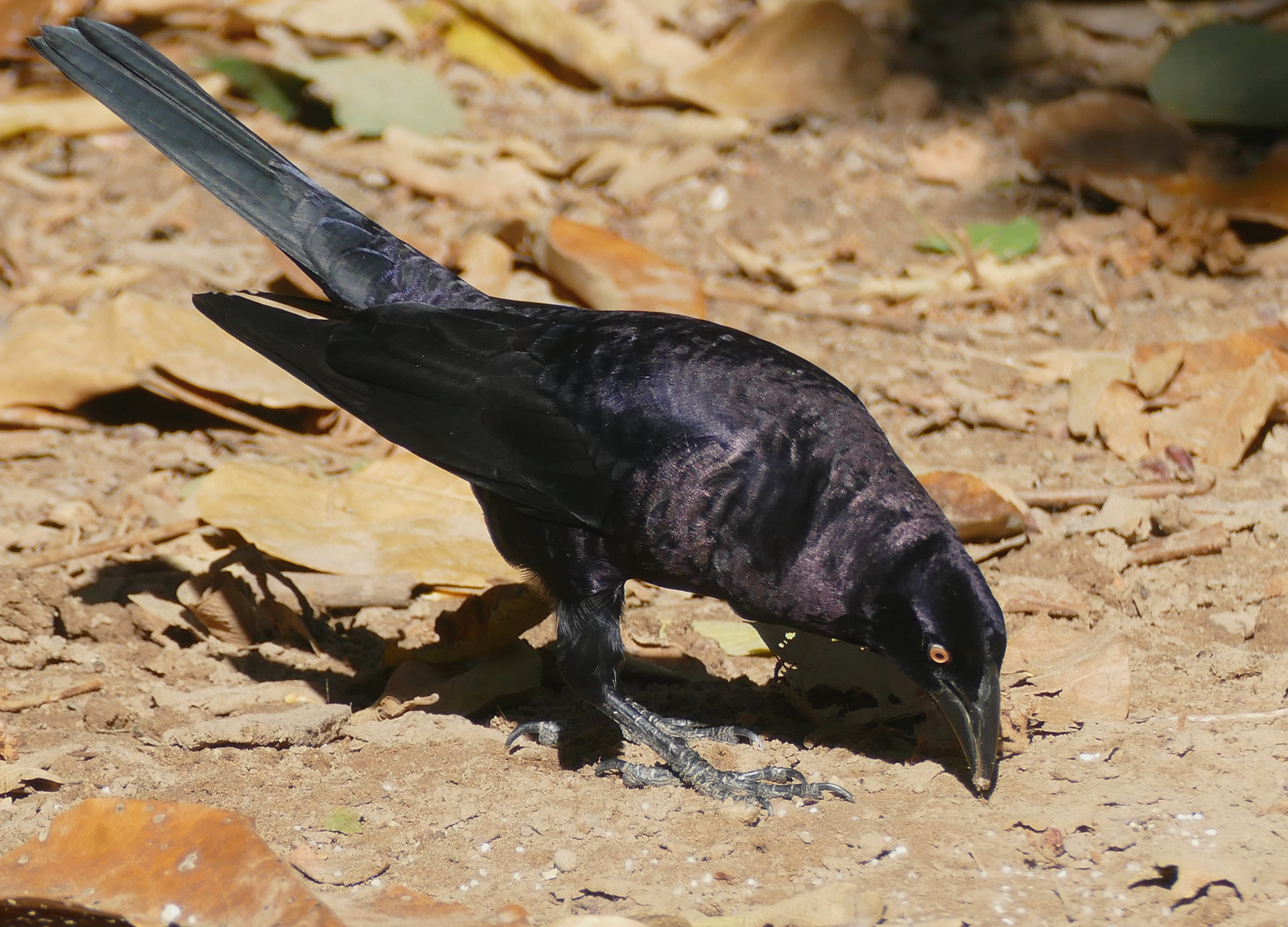
Riesenkuhstärling bei der Nahrungssuche am Boden

Der Riesenkuhstärling ernährt sich grundsätzlich omnivor, Hauptbestandteil der Nahrung sind verschiedenste Gliederfüßer, Früchte und Nektar. Anders als bei den übrigen Kuhstärlingsarten spielen Sämereien bei der Ernährung keine Rolle. Die Nahrungssuche kann sowohl am Boden als auch in der Vegetation stattfinden, nach potenzieller Beute wird dabei beispielsweise durch das Wenden von Steinen oder das Abreißen von Baumrinde aktiv gesucht. Darüber hinaus können die Vögel regelmäßig auf den Rücken größerer Säugetiere wie etwa Capybaras oder Rindern beobachtet werden, die die Riesenkuhstärlinge in ihrer unmittelbaren Nähe dulden, da diese ihre Haut von stechenden Bremsen befreien.

### Fortpflanzung
Riesenkuhstärlinge gehen keine starken Paarbindungen ein, stattdessen wechseln die Partner während einer Brutsaison ständig. Die Balz findet entsprechend in großen Schwärmen statt, die sich auf offenen Flächen am Boden versammeln. Hierbei schreiten die Männchen mit herausgestreckter Brust und zurückgezogenem Kopf auf die Weibchen zu, bis sie direkt vor diesen stehen bleiben. Anschließend stellt das Männchen die Federn an Körper und Nacken auf und zieht den Kopf langsam zur Brust hin, häufig bis der Schnabel auf den Brustfedern zum Liegen kommt, einige Männchen wippen darüber hinaus mit dem Körper vor und zurück. Der amerikanische Naturforscher Alexander Frank Skutch lieferte eine anschauliche Beschreibung des Balzverhaltens der Riesenkuhstärlinge, das bei ihm für große Erheiterung gesorgt haben soll. So seien die Männchen „von ihrer eigenen Wichtigkeit ergriffen“ und „von einer Aura lächerlicher Pompösität umgeben“.

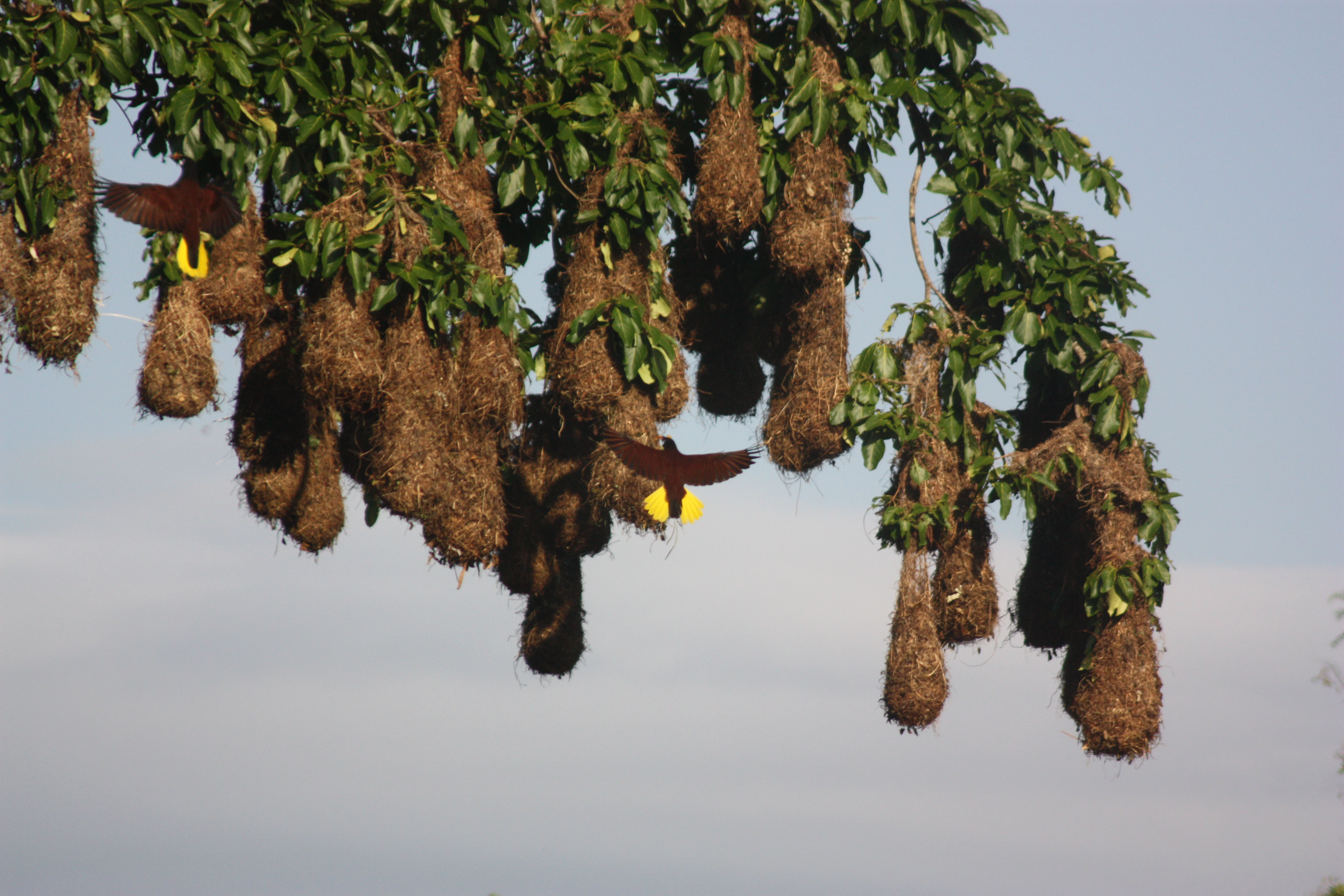
Nistkolonie des Montezumastirnvogels. Der Montezumastirnvogel gehört zu den regelmäßig von Riesenkuhstärlingen parasitierten Arten.

Wie alle Kuhstärlinge ist auch der Riesenkuhstärling ein obligater Brutparasit, der sich vor allem auf Vertreter der Gattungen Psarocolius und Cacicus – wie er selbst Angehörige der Familie der Stärlinge – als Wirtsvögel spezialisiert hat. Insgesamt sind derzeit elf verschiedene Wirtsarten nachgewiesen, von denen sechs zu den genannten Gattungen gehören. Diese nisten in Kolonien mit bis zu 100 einzelnen, exponiert von Astspitzen hängenden Nestern, was es Riesenkuhstärlingen erschwert, sich einzelnen Nestern erfolgreich zu nähern. Viele potenzielle Wirtsarten verteidigen ihre Nester gemeinschaftlich und aggressiv gegen gesichtete Riesenkuhstärlinge, jedoch lassen diese sich zunehmend schwerer vertreiben, je dringender das Bedürfnis zur eigenen Eiablage wird. Die Annäherung an Nistkolonien erfolgt entweder allein oder in kleinen Gruppen, wobei diese dann bis zu einem gewissen Grad kooperieren. Werden die Weibchen von Männchen begleitet, lenken diese die Wirtsvögel durch Zurschaustellungen ähnlich denen bei der Balz und provozierte Verfolgungsflüge ab, damit die Weibchen sich in der Zwischenzeit ungestört dem Nest nähern können. Darüber hinaus zeigen weibliche Riesenkuhstärlinge opportunistische Verhaltensweisen, indem sie sich Nestern nähern, deren Besitzer grade andere Artgenossinnen vertreiben. Erfolgreiche Versuche sind dennoch verhältnismäßig selten: Bei einer Studie an Breithauben-Stirnvögeln (Psarocolius angustifrons) in Peru konnten sich Riesenkuhstärlinge lediglich in 6 von 88 Fällen erfolgreich Zugang zum Nest verschaffen. Eine weitere Studie mit Nestern des Montezumastirnvogels (Psarocolius montezuma) in Costa Rica lieferte vergleichbare Ergebnisse. Dort führten 7 von 83 beobachteten Versuchen zum Erfolg. In etwas weniger als der Hälfte der beobachteten Nester fanden sich Eier von mehr als einem Riesenkuhstärlingsweibchen, wobei mehr als zwei parasitäre Eier pro Nest als selten beschrieben werden.
Die Eier des Riesenkuhstärlings besitzen sowohl in Größe und Form als auch in der Farbgebung ein ausgesprochen polymorphes Aussehen, es gilt jedoch als wahrscheinlich, dass sich die Eier individueller Weibchen immer gleichen. Ihre grobkörnige Oberfläche zeigt keinen oder nur einen schwer erkennbaren Glanzeffekt. Die Grundfarbe variiert von weiß über grünlich bis hin zu einem blassen Blau, in einigen Fällen zeigen sich braune oder schwärzliche Flecken, die bei anderen Eiern völlig fehlen. Ihre Form kann von rundlich bis elliptisch reichen. Die festgestellten durchschnittlichen Maße schwanken von Studie zu Studie, bewegen sich jedoch grob im Bereich von 36,5 × 24 mm und einem Gewicht von circa 6,4 g. Die Schale ist grundsätzlich etwas rauer und dicker als die der Eier der Wirtsvögel. Ihre Inkubationszeit liegt zwischen 10 und 13 Tagen, was circa 5 bis 7 Tage weniger ist, als die eigenen Eier des Wirts im Durchschnitt benötigen.
Unmittelbar nach dem Schlüpfen sind die Augen der jungen Riesenkuhstärlinge noch geschlossen, sie öffnen sich erst nach etwa zwei Tagen. Ihre weiße Haut ist bereits bei der Geburt von feinen grauen Daunen bedeckt, der Schnabel ist zunächst – wie der vieler häufiger Wirtsarten – weiß gefärbt. Dieser beginnt erst nach etwa vier Wochen von den Seiten ausgehend die typische schwarze Färbung adulter Vögel anzunehmen, während ihr Gefieder bereits nach zwei Wochen beginnt schwarz zu werden. Der bei erwachsenen Männchen zu beobachtende Glanzeffekt zeigt sich jedoch erst nach der zweiten vollständigen Mauser, im Alter von etwa einem Jahr. Während ihrer ersten Brutzeit tragen Riesenkuhstärlinge noch ihr Jugendkleid. Den Wirtseltern gegenüber zeigen die Nestlinge ein für parasitierende Arten charakteristisches, ausdauerndes und aggressives Bettelverhalten.
Obwohl ältere Berichte über ein ungewöhnliches Fortpflanzungsverhalten bei der Art vorliegen, stammt der erste vollständige Bericht über den Brutparasitismus des Riesenkuhstärlings aus dem Jahr 1894. Er stammt von dem Schweizer Naturforscher Emil Goeldi, dessen Hauptarbeitsgebiet in Brasilien lag. Der Biologe Neal Griffith Smith spekulierte Ende der 1960er-Jahre in einer kontroversen Studie, dass das parasitäre Verhalten des Riesenkuhstärlings für den Wirt vorteilhaft sein könnte, da er glaubte, dass Nestlinge des Riesenkuhstärlings den Nachwuchs des Wirts erfolgreich von parasitären Fliegenlarven befreien würden. Aktuellere Studien zeigten jedoch, dass die Riesenkuhstärlinge zumindest in den meisten Fällen hierzu nicht in der Lage waren, beziehungsweise in einigen Fällen selber Parasiten aufwiesen. Smiths Annahme gilt daher heute als widerlegt.

### Lautäußerungen
Riesenkuhstärlinge sind im Vergleich zu anderen Kuhstärlingen äußerst stille Vögel, entsprechend schlecht erforscht sind ihr Gesang und ihre Lautäußerungen, obwohl diverse Aufnahmen existieren. Gelegentlich werden sie dabei beobachtet, wie sie klackernde, schnatternde oder pfeifende Geräusche ausstoßen, deren Funktion allerdings nicht bekannt ist.

## Verbreitung und Gefährdung

Verbreitungsgebiet des Riesenkuhstärlings

Das Verbreitungsgebiet des Riesenkuhstärlings erstreckt sich über weite Teile des nördlichen und zentralen Südamerikas, lediglich die nordöstliche Atlantikküste Brasiliens und sehr hoch gelegene Gebiete werden nicht besiedelt. Des Weiteren kommt die Art auch entlang der Karibikküste Mittelamerikas bis etwa auf Höhe des zentralen Mexikos vor, auf der Yucatán-Halbinsel ist sie jedoch nicht nachzuweisen. Vor allem auf Grund dieses sehr großen Verbreitungsgebiets stuft die IUCN den Riesenkuhstärling zurzeit als nicht gefährdet (Status least concern) ein. Die Organisation stellt für die Art jedoch eine allgemein abnehmende Tendenz bei den Populationszahlen fest.

## Systematik
Die Erstbeschreibung der Art geht auf den deutschen Naturforscher Johann Friedrich Gmelin aus dem Jahr 1788 zurück und erfolgte zunächst unter dem wissenschaftlichen Namen Oriolus oryzivorus. Gmelin nahm also seinerzeit an, einen Verwandten der Pirole vor sich zu haben. Zurzeit wird neben der Nominatform M. o. oryzivorus noch die Unterart M. o. impacifius, die den mittelamerikanischen Teil des Verbreitungsgebiets bewohnt, als gültig angesehen. Der amerikanische Ornithologe James Lee Peters arbeitete 1929 mit Aufzeichnungen Gmelins, in denen dieser eine „Mexikanische Krähe“ beschrieb. Peters stellte fest, dass es sich dabei tatsächlich um eine Unterart des Riesenkuhstärlings handeln müsse. In seiner Definition nannte er die etwas größeren Körpermaße und einen leicht anderen Glanz des Gefieders als Unterscheidungsmerkmale zur Nominatform. Die früher postulierten Unterarten M. o. violea und M. o. mexicana werden heute unter M. o. impacifius zusammengefasst. Einige Autoren stellen den Riesenkuhstärling mittlerweile, vor allem gestützt durch molekulargenetische Untersuchungen, in eine eigene monotypische Gattung Scaphidura, die dann entsprechend das Schwestertaxon zur Gattung Molothrus darstellen würde.
- M. o. oryzivorus (Gmelin, JF, 1788)
- M. o. impacifius (Peters, JL, 1929)